# Psychotic Waltz
Psychotic Waltz ist eine US-amerikanische Progressive-Metal-Band, die 1988 im kalifornischen El Cajon gegründet wurde und sich 1997 nach vier offiziellen Alben auflöste.

## Geschichte
Die Originalbesetzung fand sich zwischen 1982 und 1988. Dan Rock und Buddy Lackey besuchten die gleiche Highschool. Rock traf Norm Leggio und Brian McAlpin. Dieser zog sich als Folge eines schweren Autounfalls eine Querschnittlähmung zu, setzte jedoch seine Tätigkeit als Gitarrist im Rollstuhl fort. Ebenfalls ein Schulkamerad von Dan Rock ist Mike Clift, der Schöpfer des Artworks der ersten beiden Alben.
Das erste Demo veröffentlichten Psychotic Waltz noch unter dem Namen Aslan, der sich auf den Löwen aus Die Chroniken von Narnia bezog. Die Umbenennung erfolgte, weil es bereits eine andere Band gleichen Namens gab. Die ersten beiden Alben waren hauptsächlich in Europa erfolgreich. A Social Grace und Into the Everflow erhielten in den Szenemagazinen durchweg gute Kritiken und wurden teilweise zum Album des Monats gekürt. 
Für das Album Mosquito wurde Ward Evans durch Phil Cuttino ersetzt. Auf der im Anschluss an die Veröffentlichung von Bleeding stattfindenden Tour ersetzte Steve Cox Brian McAlpin. Neben musikalischen Differenzen, die häufig Bands auseinandertreiben, war es im Falle von Psychotic Waltz vor allem ein langwieriger Gerichtsprozess: Nach dem Dreh des Videoclips zum Song Faded verklagte ein Komparse die Band, weil angeblich eines der Setlichter schuld an seiner Blindheit gewesen sein soll. 
Buddy Lackey benannte sich nun um in Devon Graves, siedelte von Los Angeles nach Wien über und gründete die Band Deadsoul Tribe. Dan Rock widmete sich Darkstar, einem Projekt, das er schon ins Leben gerufen hatte, als Psychotic Waltz noch existierten. Daneben war er zusammen mit Norm Leggio in End Amen aktiv. Norm Leggio und Steve Cox gründeten nach dem Ende von Psychotic Waltz die Band Teabag. Auch Brian McAlpin war weiterhin als Musiker tätig.
Gegen Ende des 20. Jahrhunderts erschienen noch zwei Sampler mit bisher unveröffentlichtem Material der Band. Im Jahr 2004 veröffentlichte Metal Blade zwei Boxsets, die jeweils zwei Alben (Into the Everflow & Bleeding sowie A Social Grace & Mosquito) und Bonusmaterial in Form von Demoaufnahmen und Live-Videos enthielt.
Im September 2010 wurde eine Reunion mit der Besetzung der ersten beiden Alben bekannt gegeben und im Anschluss eine Tour mit Nevermore und Symphony X angekündigt und durchgeführt. Die Band trat 2017 auf dem Wacken Open Air auf.
Für Anfang 2020 wurde ein neues Studioalbum angekündigt. The God-Shaped Void wurde am 14. Februar 2020 veröffentlicht. Am 13. Dezember 2019 wurde die Single Devils and Angels veröffentlicht.

## Diskografie
Studioalben
- 1990: A Social Grace
- 1992: Into the Everflow
- 1994: Mosquito
- 1996: Bleeding
- 1998: Live & Archives
- 1999: Dark Millenium
- 2020: The God-Shaped Void